# آتریک
آتریک (به لاتین: Atrik) یک منطقهٔ مسکونی در روسیه است که در داغستان واقع شده‌است.